# ОШ „Свети Сава” Брод
Основна школа „Свети Сава” је основна школа у Броду. Налази се у улици Вука Караџића бб. Име је добила по Светом Сави, српском принцу, монаху, игуману манастира Студенице, књижевнику, дипломати и првом архиепископу аутокефалне Српске православне цркве.

## Историјат
Народна основна школа у Броду је отворена 1880, а 1889. године је саграђена прва школска зграда. Године 1903. је подигнута нова школска зграда у коју је 1915. смјештена војна болница. Школске 1917—1918. године је поново радила. Послије Другог свјетског рата у Броду је основана осмогодишња основна школа која се од 1963. звала „Драго Видошевић”. Школске 1970—1971. године је постала централна школа под називом ОШ „20. април”, а једна од њених подручних школа је названа „Драго Видошевић”. У ратним дејствима школска зграда је знатно оштећена па није радила од марта 1992. до јануара 1993. Школска документација је уништена па су подаци о њој оскудни. Порушени су објекти подручних школа у селима Горње Колибе, Збориште, Кораће, Кричаново, Ново Село и Сијековац. Настава је за све ученике у Броду организована у згради подручне школе „Драго Видошевић” јер је само тај школски објекат био употребљив. Школа „20. април” је 1993. добила назив „Брод”, а 1996. је преименована у ОШ „Свети Сава”, када је пресељена у санирани објекат некадашње подручне школе „Бошко Буха”. Године 2007—2008. је имала 1083 ученика, а школске 2015—2016. осамсто осамдесет ученика, педесет и шест наставника и по два вјероучитеља православне и исламске вјеронауке. У њеном саставу су радиле подручне петогодишње школе у селима Горње Колибе и Збориште. Централна школа, поред библиотеке са око 27.000 књига, садржи читаоницу, спортске терене, стоматолошку амбуланту и кухињу. Школски лист „Глас младих” штампан је 1958—1992, а од 2000. године излази школски лист „Сунце”.